# Cathédrale de l'Assomption de Katmandou
Cette  cathédrale n’est pas la seule cathédrale de l'Assomption.
La cathédrale de l’Assomption de la Vierge-Marie est un édifice religieux catholique sis à Katmandou, au Népal. Construite en  1995 elle est l’unique église catholique de la capitale du pays. Elle est lieu de culte de la paroisse catholique de la ville.

## Histoire
Les missionnaires capucins italiens avaient au XVIIIe siècle une petite communauté chrétienne à Katmandou qui fut expulsée du pays. La cathédrale moderne a repris le titre de la petite chapelle (disparue) qui rassemblait cette communauté: ‘église de l’Assomption’.
Le pays étant devenu un royaume strictement hindou, les quelques centaines de catholiques vivant au Népal avaient leur célébrations liturgiques dans des locaux privés ou salles d’école. Vers la fin du XXe siècle une certaine tolérance s’établit permettant une plus grande visibilité du christianisme. En 1984 le vicariat apostolique du Népal fut érigé et en 1994 Mgr Anthony Sharma mit en chantier la première église catholique du pays. Son inauguration eut lieu le jour de l’Assomption 1995.
Dans son architecture et mobilier intérieur l’église s’inspire abondamment des temples bouddhistes tibétains. Elle se trouve à Dhobighat, Lalitpur, le faubourg méridional de la ville de Katmandou.
Le 23 mai 2009, jour où le Parlement élut le premier ministre, un attentat à la bombe, à l’intérieur de l’église, causa la mort de trois personnes. Il y eut 13 blessés. D’importants dégâts furent causés.
La paroisse de la cathédrale compte quelque 2 290 fidèles. Les eucharisties y sont célébrées en népalais. Et en anglais le dimanche, pour  les nombreux étrangers, personnel d’ambassades, d’ONGs et touristes.